# 邪眼

邪眼護身符

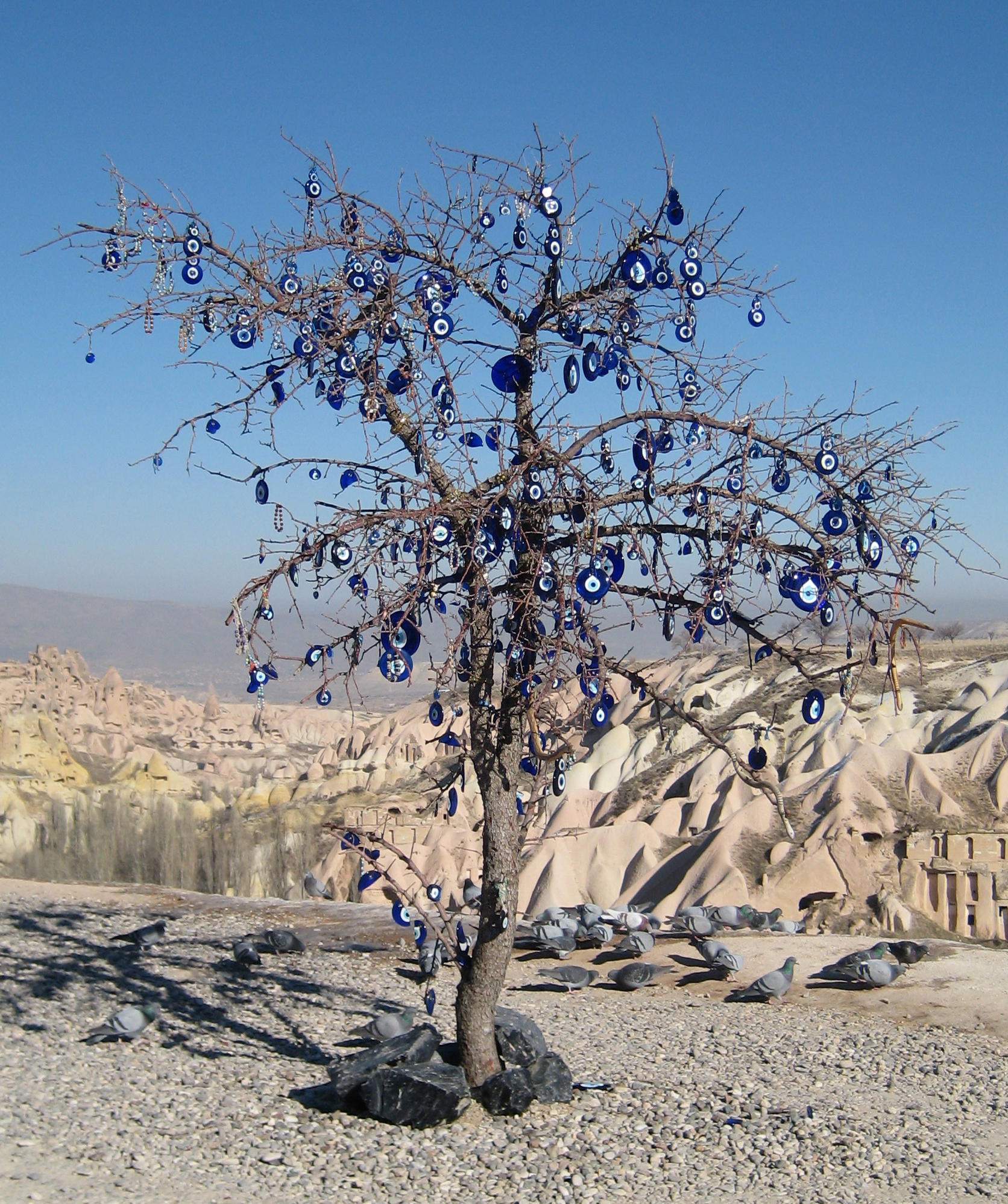
土耳其卡帕多西亚的一棵挂满邪眼护身符的树

邪眼（土耳其語：Nazar）也称邪视、惡眼、惡魔之眼、纳扎尔球，是一些民间文化中存在的一种迷信力量：由他人的妒忌或厌恶而生，可带来噩运或者伤病。因为它的力量强大，所以在地中海和中东各地有着不同的祛除和保护方法。像最为著名的即是土耳其的邪眼护身符。